# Norman Wylie, Lord Wylie
Norman Russell Wylie, Lord Wylie QC (* 26. Oktober 1923 in Elderslie, Renfrewshire, Schottland; † 7. September 2005) war ein britischer Jurist und Politiker, der 1964 kurzzeitig Solicitor General für Schottland, zwischen 1964 und 1974 Mitglied des House of Commons sowie als Lord Advocate von 1970 bis 1974 Generalstaatsanwalt von Schottland war. Nach seinem Ausscheiden aus Unterhaus und Regierung wurde er 1974 Richter am Court of Session und gehörte diesem bis 1990 an.

## Leben

### Zweiter Weltkrieg, Studium und Rechtsanwalt
Wylie, Sohn eines Kohlenhändlers, absolvierte seine schulische Ausbildung an der 1577 gegründeten Paisley Grammar School in Paisley und begann 1941 eine Ausbildung bei den Marinefliegerverbänden (Fleet Air Arm) der Royal Navy. Anschließend fand er während des Zweiten Weltkrieges als Navigator auf einem trägergestützten Doppeldecker vom Typ Fairey Swordfish Verwendung. Nach der Beendigung seines aktiven Militärdienstes 1946 blieb er Reserveoffizier der Royal Naval Volunteer Reserve (RNVR) und wurde zuletzt 1954 zum Lieutenant Commander befördert.
Daneben absolvierte Wylie nach Kriegsende ein Studium der Geschichtswissenschaften an der University of Glasgow. Im Anschluss begann er ein Studium der Rechtswissenschaften am St Edmund Hall der University of Oxford, das er an der University of Glasgow sowie zuletzt an der University of Edinburgh fortsetzte. 1952 erhielt er seine anwaltliche Zulassung bei der Faculty of Advocates und nahm anschließend eine Tätigkeit als Rechtsanwalt auf.

### Erfolglose Unterhauskandidaturen und Solicitor General von Schottland
Bei den Unterhauswahlen vom 26. Mai 1955 kandidierte Wylie für die Conservative Party im Wahlkreis West Fife erstmals ohne Erfolg für ein Mandat im House of Commons. 1956 wechselte er in den Regierungsdienst und war zunächst Berater des Luftfahrtministeriums in Schottland sowie 1959 als Staatsanwalt (Advocate Depute) Vertreter öffentlicher Anklagen in Schottland. Bei den Wahlen vom 8. Oktober 1959 bewarb er sich abermals erfolglos um einen Sitz im Unterhaus, und zwar diesmal im Wahlkreis Edinburgh Central. Für seine juristischen Verdienste wurde er 1964 zum Kronanwalt (Queen’s Counsel) ernannt.
Am 27. April 1964 wurde Wylie von Premierminister Alec Douglas-Home als Nachfolger von David Anderson zum Solicitor General für Schottland in dessen Kabinett berufen und gehörte diesem bis zum 16. Oktober 1964 an.

### Unterhausabgeordneter und Lord Advocate
Bei den Unterhauswahlen vom 15. Oktober 1964 wurde Wylie für die Conservative Party erstmals zum Mitglied des House of Commons gewählt und vertrat in diesem bis zu seinem Verzicht auf eine erneute Kandidatur bei den Wahlen vom 28. Februar 1974 den Wahlkreis Edinburgh Pentlands.
Am 4. März 1970 wurde er von Premierminister Edward Heath zum Lord Advocate in dessen Kabinett berufen. Er war damit Generalstaatsanwalt Schottlands und damit höchster Justizbeamter des Landesteils. Er bekleidete dieses Amt bis zum Ende von Heaths Amtszeit am 4. März 1974.
Er leitete während dieser Zeit zahlreiche beachtliche Reformen des schottischen Justizsystems ein. Eine der wesentlichsten Änderung war seine Entscheidung, dass die Vertreter der öffentlichen Anklagen (Advocates Depute) nicht bei jeder Änderung der Regierung ausgetauscht werden sollten. Die Beständigkeit, Glaubwürdigkeit und das Auftreten der Abteilung für öffentliche Anklagen wurde durch diesen Wandel erheblich verbessert. Daneben setzte eine Liberalisierung des Rechts durch, in dem zum Beispiel geschiedenen Frauen ein Recht auf eigenen Wohnsitz eingeräumt und Frauen durch Familienunterhalt unterstützt wurden. Im Strafrecht vertrat er dagegen eine strenge Linie gegen bewaffnete Kriminalität sowie gegen Hooligans, insbesondere wegen der üblichen Gewaltausbrüche beim Lokalderby zwischen den langjährigen Rivalen (Old Firm) Glasgow Rangers und Celtic Glasgow. Diese Strenge löste andererseits auch öffentliche Empörung aus wie zum Beispiel im Fall von Mary Cairns, einem neunjährigen Mädchen, welches einen Freund mit einem Messer niedergestochen hatte, und deshalb zu 18 Monaten Haft verurteilt wurde. Wylie hatte dieses Gerichtsverfahren angeregt. Später wurde das Urteil jedoch aufgehoben, nachdem die Krone als Anklagevertreter und das Sozialamt eingeräumt hatten, Fehler begangen zu haben.
Wylie berief sich zudem nicht selbst – wie es bis dahin üblich war – auf eine der beiden führenden Richterpositionen Schottlands (Lord President of the Court of Session und Lord Justice Clerk), die während seiner Amtszeit vakant wurden. Des Weiteren setzte er mit Erfolg durch, das die Scottish Law Commission als Aufsichtsbehörde für Gesetze der alleinigen Kontrolle des Legislative anstelle der Exekutive unterstellt wurde.

### Richter am Obersten Zivilgericht von Schottland
Wylie verzichtete auf eine erneute Kandidatur bei den Unterhauswahlen am 28. Februar 1974, woraufhin sein Parteifreund und spätere Minister Malcolm Rifkind seinen Wahlkreis Edinburgh Pentlands gewann.
Nach seinem Ausscheiden aus dem Unterhaus und der Regierung wurde er 1974 Richter am Obersten Zivilgericht von Schottland, dem Court of Session, und gehörte diesem bis 1990 an. Als solcher sogenannter Senator of the College of Justice führte er den Titel als Lord Wylie. Auch hier befasste er sich mit unterschiedlichen Themen und entschied unter anderem, dass keine mildernden Umstände bei einem Mord vorlägen, wenn der Mörder unter dem Einfluss von LSD steht. Darüber hinaus sprach er einer Frau die Scheidung zu, deren Ehemann die meiste Zeit beim Golfspielen verbrachte. Ferner entschied er, dass ein alleinstehender homosexueller Mann einen schwerbehinderten Jungen adoptieren dürfe, dessen Mutter ihn nicht haben wollte, und hob damit eine eigene frühere anderslautende Entscheidung auf. Kritik an ihm wurde laut, als er Sympathie für einen wegen sexueller Delikte an Kindern verurteilten Straftäter äußerte.
Wylie, der 1975 Honorary Fellow des St Edmund Hall der University of Oxford wurde, war außerdem zwischen 1991 und 1993 Mitglied des Bewährungsausschusses (Parole Board) von Schottland und des Weiteren von 1994 bis 1996 Richter am Appellationsgericht von Botswana. Darüber hinaus war er Treuhänder des Carnegie Trust sowie Vorsitzender der Abteilung Schottland der English Speaking Union (ESU).
Aus seiner 1963 geschlossenen Ehe mit Gillian Verney gingen drei Söhne hervor.